# Everything Not Saved Will Be Lost - Part 1
Everything Not Saved Will Be Lost - Part 1 es el quinto álbum de estudio de la banda británica Foals, lanzado el 8 de marzo de 2019 a través de Warner Bros. y Transgressive Records. El álbum es la primera parte de un proyecto de dos piezas, complementado por el sexto álbum de estudio de la banda, Everything Not Saved Will Be Lost - Part 2, a ser publicado en el cuarto trimestre de 2019. Este es el primer álbum del que no participa el bajista y miembro fundador Walter Gervers desde que dejó el grupo de manera amistosa en 2018.

## Producción y lanzamiento
En enero de 2019 la banda publicó una serie de tres clips promocionales en sus redes sociales de los álbumes que se publicarían en marzo y en el cuarto trimestre de 2019, respectivamente. Con un tercer clip, la banda anunció la liberación del primer sencillo "Exits", que debutó en el programa de la DJ Annie Mac en BBC Radio 1 el 21 de enero. Para promocionar "Exits", el 16 de enero el equipo de marketing de la banda creó una búsqueda del tesoro en las redes sociales, publicando coordenadas de GPS junto con fotos de sobres pegados a puertas de salida de transporte público de varias ciudades alrededor del mundo, como Nueva York, Londres, París, México y Tokio, para que los fanáticos recogieran. Los sobres contenían la letra de "Exits" antes de su publicación.
El 14 de febrero la banda lanzó el segundo sencillo, "On The Luna", nuevamente en el programa de Annie Mac. Junto con el lanzamiento se anunció una serie de shows íntimos en el Reino Unido antes del inicio de la gira norteamericana y europea de 2019. El 25 de febrero debutó el tercer sencillo del álbum, "Sunday", en el programa radiofónico de Zane Lowe en Beats 1.

## Título y arte de portada
Everything Not Saved Will Be Lost – Part 1 contiene obras del artista ecuatoriano Vicente Muñoz. La imagen se realizó con película infrarroja, la cual captura la señal infrarroja en vez de la luz visible para contrastar la vegetación con el entorno construido. Esta imagen es parte de su serie actual, Sublimis, que explora la lucha del hombre contra la naturaleza en el entorno urbano.
El título del álbum está tomado del epígrafe de la novela The End Games de T. Michael Martin, adaptado del mensaje al salir de pantalla en Nintendo Wii.

## Recepción crítica

### Crítica
En Metacritic, sitio que asigna un puntaje normalizado basado en críticas especializadas, Everything Not Saved Will Be Lost – Part 1 recibió una puntuación media de 78 sobre 100, basado en 20 críticas.

## Lista de canciones
| N.º   | Título                                          | Duración |  |
| 1.    | «Moonlight»                                     | 2:39     |  |
| 2.    | «Exits»                                         | 5:57     |  |
| 3.    | «White Onions»                                  | 3:05     |  |
| 4.    | «In Degrees»                                    | 4:57     |  |
| 5.    | «Syrups»                                        | 5:28     |  |
| 6.    | «On the Luna»                                   | 3:12     |  |
| 7.    | «Cafe d'Athens»                                 | 4:06     |  |
| 8.    | «Surf Pt.1»                                     | 0:44     |  |
| 9.    | «Sunday»                                        | 5:54     |  |
| 10.   | «I'm Done with the World (& It's Done with Me)» | 3:02     |  |
| 39:04 |                                                 |          |  |

## Créditos
- Yannis Philippakis – Voz principal, guitarra, bajo, teclados
- Jimmy Smith – guitarra, teclados
- Edwin Congreave – teclados, bajo, sintetizador
- Jack Bevan – Batería